# AH Водолея
AH Водолея (лат. AH Aquarii) — одиночная переменная звезда в созвездии Водолея на расстоянии приблизительно 3965 световых лет (около 1216 парсеков) от Солнца. Видимая звёздная величина звезды — от +14,9m до +14,1m.

## Характеристики
AH Водолея — жёлтая переменная звезда (S:) спектрального класса G0. Эффективная температура — около 6519 К.